# Central European University
La Central European University (CEU; in ungherese Közép-európai Egyetem; in italiano: Università dell'Europa centrale) è un'università ubicata a Budapest. Conferisce titoli accademici riconosciuti sia in Ungheria che negli Stati Uniti d'America.

## Storia
L'università è stata fondata dal filantropo George Soros, che ha fornito una dotazione di 880 milioni di dollari statunitensi.

## Struttura

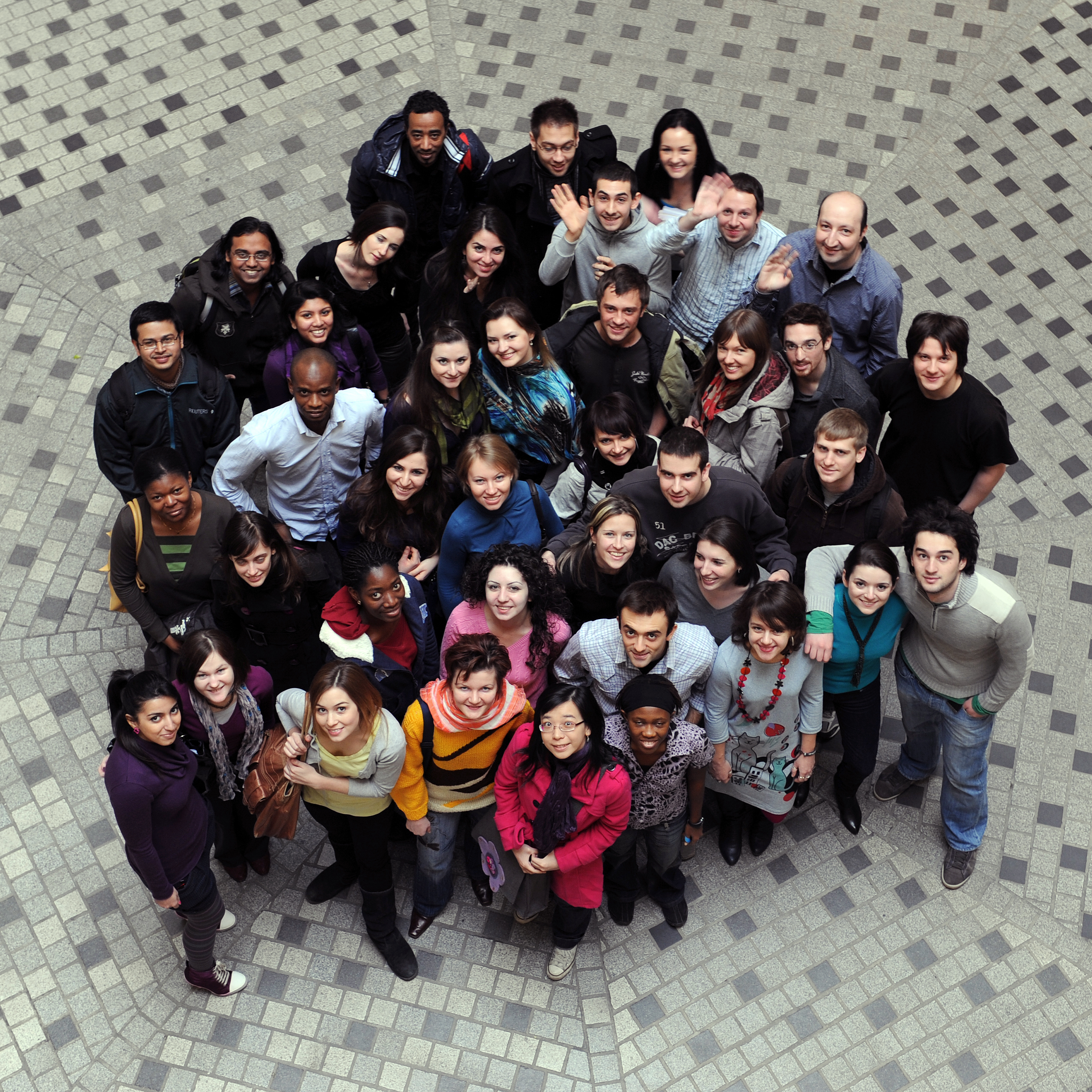
Studenti della CEU

La CEU è organizzata come un'istituzione accademica di stile americano, con un Board of Trustees quale organo di autogoverno, con un riconoscimento dal Board of Regents dell'Università dello stato di New York, in nome e per conto del New York State Education Department.
L'ateneo è strutturato nei seguenti dipartimenti:
- Cognitive science (Scienze conoscitive)
- Economics (Economia)
- Environmental sciences and policy (Scienze e politica ambientale)
- Gender studies (Studi sul genere)
- History (Storia)
- International relations (Relazioni internazionali)
- Legal studies (Studi legali)
- Mathematics (Matematica)
- Medieval studies (Studi medievali)
- Nationalism studies (Studi sul nazionalismo)
- Philosophy (Filosofia)
- Political science (Scienze politiche)
- Sociology and social anthropology (Sociologia e antropologia sociale)

E comprende le due seguenti scuole:
- Business school
- School of public policy

### Accreditamento
L'ateneo opera attraverso due distinte entità accademiche, che impartiscono i corsi e conferiscono i titoli di studio: 
- "CEU, Budapest": è un'istituzione accreditata in Ungheria, che gode di riconoscimento ufficiale come università a gestione e finanziamento privati. I suoi programmi accademici sono riconosciuti dalla competente Commissione di accreditamento e sono registrati dall'Autorità statale in materia di istruzione ed educazione. La CEU Budapest, pertanto, conferisce titoli riconosciuti nell'ordinamento accademico vigente in Ungheria. L'accreditamento dell'ateneo presso l'apposita commissione ungherese si è avuto nel 2004[5]. Gli studenti che frequentano i programmi della "CEU, Budapest" ottengono titoli accademici ungheresi.
- "CEU, New York": è un'istituzione il cui insegnamento avviene a Budapest e i cui corsi sono riconosciuti nel sistema universitario statunitense dalla Middle States Association of Colleges and Schools. L'istituzione non è riconosciuta in Ungheria, ma la sua licenza d'insegnamento è certificata dalla competente autorità statale in materia di istruzione. Gli studenti che seguono i programmi della "CEU, New York" conseguono titoli accademici statunitensi.

Vi sono altresì dei programmi di studio i cui titoli sono riconosciuti da entrambi i sistemi, ungherese e statunitense..

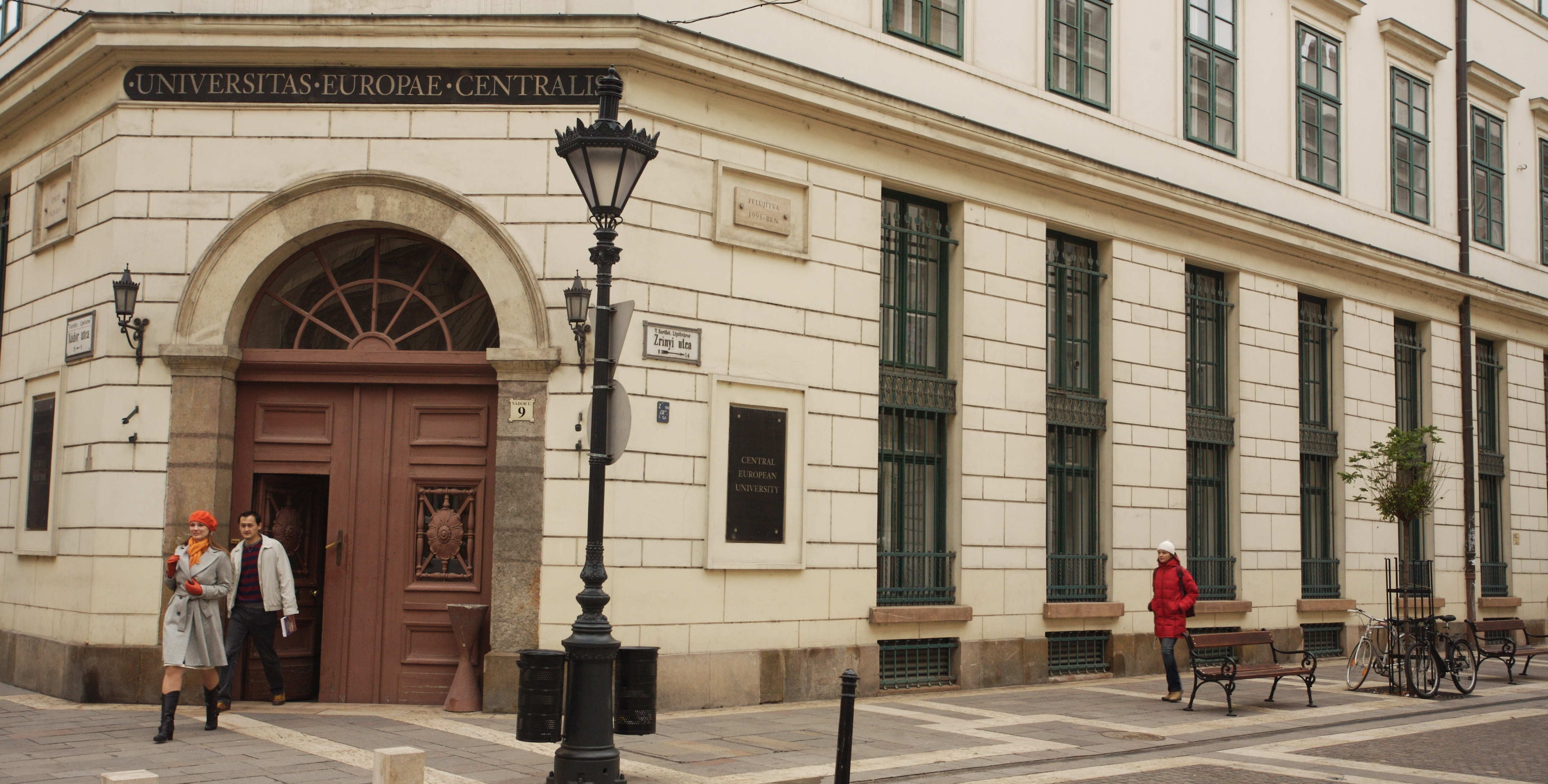
Ingresso principale della CEU

## Casa editrice
L'ateneo ha una propria casa editrice universitaria, la Central European University Press (CEU Press), fondata nel 1993 è uno dei maggiori editori in lingua inglese dell'Europa centrale e orientale. L'attività preminente concerne le pubblicazione sulle trasformazioni economiche, politiche e sociali della regione e temi di rilievo riguardanti l'Ungheria.

## Controversie
Nel 2017, il Parlamento ungherese ha approvato alcuni emendamenti alla legge in materia di accreditamento universitario i cui effetti hanno messo in dubbio la legittimità dello status giuridico della CEU e ne hanno messo a rischio l'operatività. Le nuove norme stabiliscono infatti, che le università straniere possono operare in Ungheria solo a condizione di disporre di una sede anche nel paese di provenienza. Inoltre, una volta soddisfatto tale requisito, l'operatività in Ungheria è sottoposta a un'ulteriore condizione: l'esistenza di un accordo bilaterale da stipularsi, entro sei mesi dall'entrata in vigore della legge, tra il governo ungherese e quello del paese di provenienza. 
Sebbene tali norme, in astratto, abbiano una portata generale, in concreto producono effetti solo nei confronti della CEU, che è l'unica università straniera in Ungheria a non avere una sede propria nel paese di provenienza. La motivazione sarebbe da ricercare nelle divergenze politiche tra il governo guidato da Viktor Orbán e il magnate George Soros. La formulazione ad personam è stata implicitamente confermata anche da un alto esponente politico, Zoltán Balog, ministro degli Affari umani del governo Orbán.
La decisione ha dato origine a proteste e manifestazioni pubbliche che hanno indirizzato al presidente ungherese, János Áder, la richiesta di non firmare il provvedimento legislativo, per impedirne l'entrata in vigore.